# Лі Мітчелл
Лі Мітчелл (англ. Lee Mitchell; народився 10 квітня 1987, Керкколді, Шотландія) — британський хокеїст, центральний/лівий нападник. Виступав за «Файф Флаєрс», «Шеффілд Стілерс», «Галл Стінгрейс» у Британській елітній хокейній лізі. 
У складі національної збірної Великої Британії учасник чемпіонату світу 2010 (дивізіон I). У складі молодіжної збірної Великої Британії учасник чемпіонатів світу 2004 (дивізіон II), 2005 (дивізіон I) і 2007 (дивізіон II). У складі юніорської збірної Великої Британії учасник чемпіонату світу 2004 (дивізіон II).
Брат: Крейг Мітчелл.